# آلبرت باترورث
آلبرت باترورث (انگلیسی: Albert Butterworth؛ ۲۰ مارس ۱۹۱۲ – ۱۹۹۱ (۷۸−۷۹ سال)) بازیکن فوتبال اهل بریتانیا بود.
از باشگاه‌هایی که در آن بازی کرده‌است می‌توان به باشگاه فوتبال پرستون نورث اند، باشگاه فوتبال بلکپول، باشگاه فوتبال بریستول راورز، باشگاه فوتبال منچستر یونایتد، و باشگاه فوتبال درویلزدن اشاره کرد.